# Базуново
Базуново — деревня в Александровском районе Владимирской области России, входит в состав Андреевского сельского поселения.

## География
Деревня расположена в 18 км к северу от центра поселения села Андреевского и в 28 км на северо-восток от райцентра города Александрова.

## История
В конце XIX — начале XX века деревня называлась Щеголеново и входила в состав Андреевско-Годуновской волости Александровского уезда, с 1926 году — в составе Андреевской волости. В 1859 году в деревне числилось 35 дворов, в 1905 году — 41 дворов, в 1926 году — 59 дворов.
В 1920-е годы деревня была переименована в Базуново. С 1929 года деревня являлась центром Базуновского сельсовета Александровского района, с 1940 года — в составе Годуновского сельсовета, с 1948 года — в составе пригородной зоны города Александрова, с 1965 года — в составе Александровского района, с 2005 года — в составе Андреевского сельского поселения. 

## Население
| 1859 | 1905 | 1926 | 2002 | 2010 | 2021 |
| ---- | ---- | ---- | ---- | ---- | ---- |
| 235  | ↗287 | ↗333 | ↘10  | ↘2   | ↗5   |